# Comté de DeKalb (Missouri)
Pour les articles homonymes, voir Comté de DeKalb.
Le comté de DeKalb (en anglais : DeKalb County) est un comté des États-Unis, situé dans l'État du Missouri. Le comté fut créé en 1845 et nommé en hommage au général Johann de Kalb. Au recensement de 2000, la population était constituée de 11 597 individus. Le comté fait partie de la zone métropolitaine (122 306 habitants en 2006)  de la ville de Saint Joseph.

## Géographie
Selon le bureau du recensement des États-Unis, le comté a une superficie totale de 1 103 km² dont 4 km² en surfaces aquatiques. 

### Comtés voisins
|                              | Comté de Gentry (Missouri)  |                              |
| Comté d'Andrew               | comté de Dekalb             | Comté de Daviess (Missouri)  |
| Comté de Buchanan (Missouri) | Comté de Clinton (Missouri) | Comté de Caldwell (Missouri) |

### Routes principales
- Interstate 35
- U.S. Route 36
- U.S. Route 69
- U.S. Route 169
- Missouri Route 6
- Missouri Route 31
- Missouri Route 33

## Démographie
Selon le recensement de 2000, sur les 11 597 habitants, on retrouvait 3 528 ménages et 2 473 familles dans le comté. La densité de population était de 11 habitants par km² et la densité d’habitations (3 839 au total)  était de 3 habitations par km². La population était composée de 89,09 % de blancs, de 8,86 %  d’afro-américains, de 0,66 % d’amérindiens et de 0,17 % d’asiatiques.
32,80 % des ménages avaient des enfants de moins de 18 ans, 59,6 % étaient des couples mariés. 20,7 % de la population avait moins de 18 ans, 8,2 % entre 18 et 24 ans, 36,3 % entre 25 et 44 ans, 20,9 % entre 45 et 64 ans et 13,9 % au-dessus de 65 ans. L’âge moyen était de 38 ans. La proportion de femmes était de 100 pour 152,3 hommes.
Le revenu moyen d’un ménage était de 31 654 dollars.

## Villes et cités
| - Amity - Cameron - Clarksdale | - Fairport - Maysville - Osborn | - Stewartsville - Union Star - Weatherby |